# Weight of the World
Weight of the World (рус. Вес Мира) — сингл американской группы Evanescence из альбома The Open Door. Сингл был выпущен ограниченным тиражом в Колумбии. На данный момент[когда?] он доступен во всех интернет-магазинах.

## Описание
Эми описывает песню:
Я живу ради рок-песен. После изменений в составе группы, я думаю, многие люди считали, что наши песни будут похожи на «My Immortal». Но это песня Бена! Я всегда пыталась втянуть нас в более сумасшедшее направление. Песни, подобные «Weight of the World», «Sweet Sacrifice» и «All That I'm Living for» просто изумительные для меня из-за их адреналина. Особенно когда мы играем их вживую.

## Список композиций
| №  | Название              | Длительность |
| -- | --------------------- | ------------ |
| 1. | «Weight of the World» | 3:32         |